# Ensinamentos ao Rei Mericaré
Ensinamentos ao Rei Mericaré, ou alternativamente Instrução Dirigida ao Rei Merikare, é uma composição literária em egípcio médio, a fase clássica da língua egípcia, provavelmente do período do Império Médio (2025-1700 a.C.).
Neste sebayt o autor tem um rei do Egito do Primeiro Período Intermediário possivelmente chamado Queti dirigindo-se a seu filho, o futuro rei Mericaré, aconselhando-o sobre como ser um bom rei, e como evitar o mal. Mericaré é o nome de um rei da IX ou X dinastia, a linha ou linhas de reis que governaram o norte do Egito durante um período de divisão, o Primeiro Período Intermediário (cerca de 2150-2025 a.C.). Talvez isso permitiu ao autor desta composição maior liberdade ao descrever os limites da autoridade real do que poderia ter sido possível ao se referir aos reis de um Egito unificado; Ensino ao Rei Mericaré é efetivamente um tratado sobre a realeza sob a forma de um testamento real, o primeiro deste gênero. Trabalhos similares foram criados mais tarde no mundo helenístico e islâmico, e, no speculum regum ("Espelhos de príncipes"), teve um paralelo na Europa medieval. Como semelhantes "testamentos reais" posteriores, uma de suas funções pode ter sido a legitimação do rei governante.

## Sinopse
A primeira seção, em sua maioria destruída, trata da suspensão da rebelião, a segunda em como tratar os assuntos do rei. A terceira seção dá conselhos sobre como executar o exército e serviços religiosos. A quarta descreve as realizações do rei e como emulá-las. Em seguida, em contraste com a reciclagem contínua de blocos arquitetônicos, o rei é instruído a abrir pedreira em pedra nova, não reutilizar monumentos antigos; a realidade da reutilização é reconhecida, mas o ideal do novo trabalho é elogiado. Da mesma forma, a destruição de um território sagrado em Abidos é registrada; o rei expressa remorso, como se aceitando a responsabilidade pelo impensável que deve ter repetido ao longo da história — sacrilégio em nome do rei governante, sujeito a retribuição divina durante um julgamento dos mortos. A importância de manter Maat, a ordem mundial certa, é enfatizada. As duas últimas seções contêm um hino ao deus criador (que permanece sem nome) e uma exortação para atender a estas instruções.
O contraste entre real e ideal faz da composição uma reflexão sobre o poder sem precedentes na escrita egípcia antiga.

## Principais fontes
Conhecemos o texto de três papiros fragmentados. Eles só complementam parcialmente um ao outro e o mais completo, o Papiro de Leningrado, que contém o maior número de erros e omissões do escriba, o que torna muito difícil trabalhar com ele.
- Papyrus Hermitage 1116A, final da XVIII dinastia
- Papyrus Moscow, Pushkin Museum of Fine Arts 4658, final da XVIII dinastia
- Papyrus Carlsberg 6, final da XVIII dinastia